# Barranca
Barranca, donedavno monotipski rod novootkrivene vrste zelenih algi, smješten u vlastitu porodicu Barrancaceae, dio reda Chaetophorales. Kao monotipski rod prva vrsta otkrivena je 2015. na Kanarima. Druga vrsta (slatkovodna), otkrivena je 2022. godine u Sichuanu u Kini.
Ime roda došlo je po lokalitetu Barranco de Gallegos na otoku La Palma u Kanarima.

## Vrste
1. Barranca multiflagellata Caisová, C.Pérez Reyes, Cruz Álamo, Martel Quintana, Surek & Melkonian 2015
2. Barranca yajiagengensis B.Gao, C.Dai, H.Zhang & C.Zhang 2022

## Vanjske poveznice
- Barrancaceae: A new green algal lineage with structural and behavioral adaptations to a fluctuating environment  Arhivirana inačica izvorne stranice od 14. veljače 2021. (Wayback Machine)